# Cruz Roja Mexicana

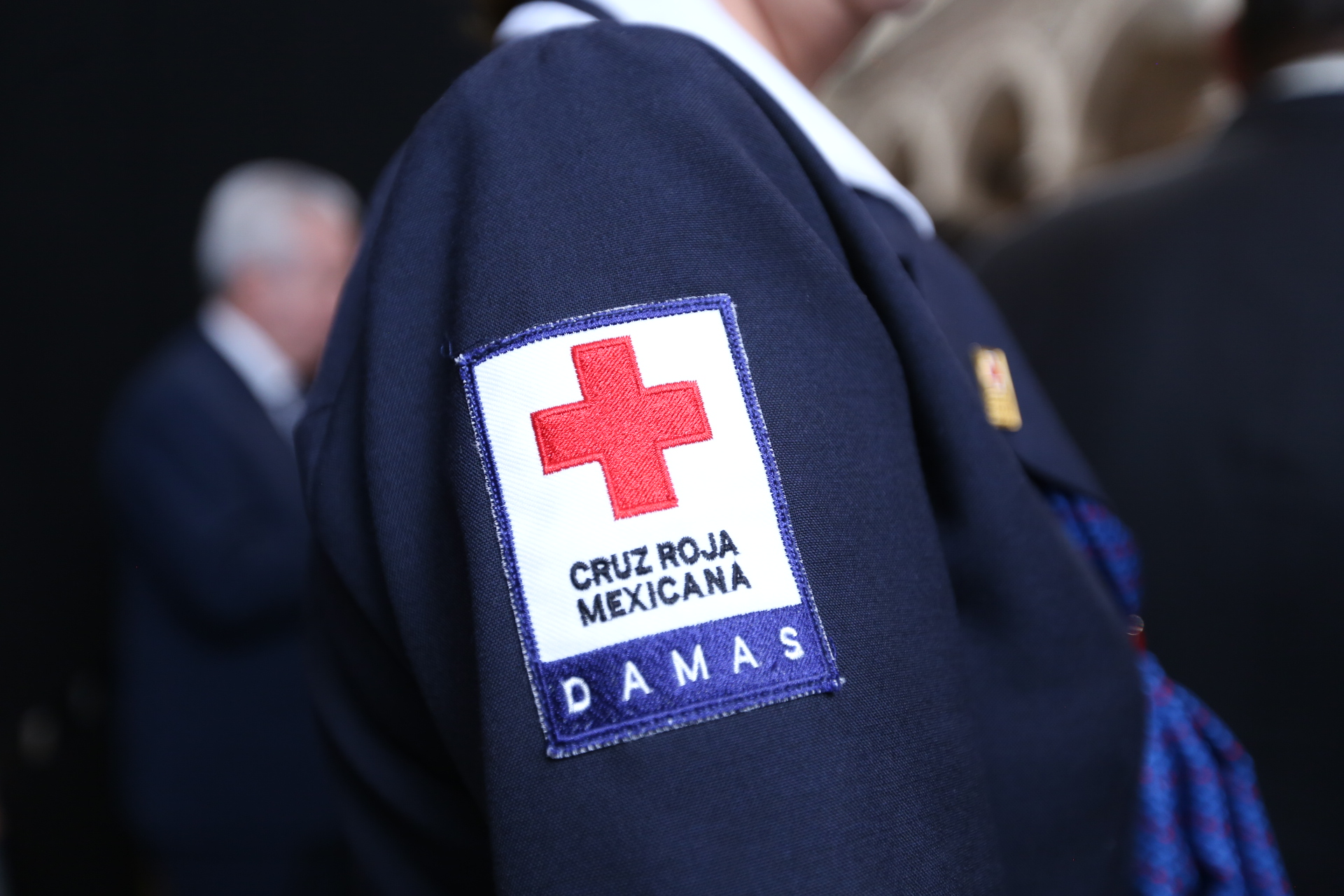

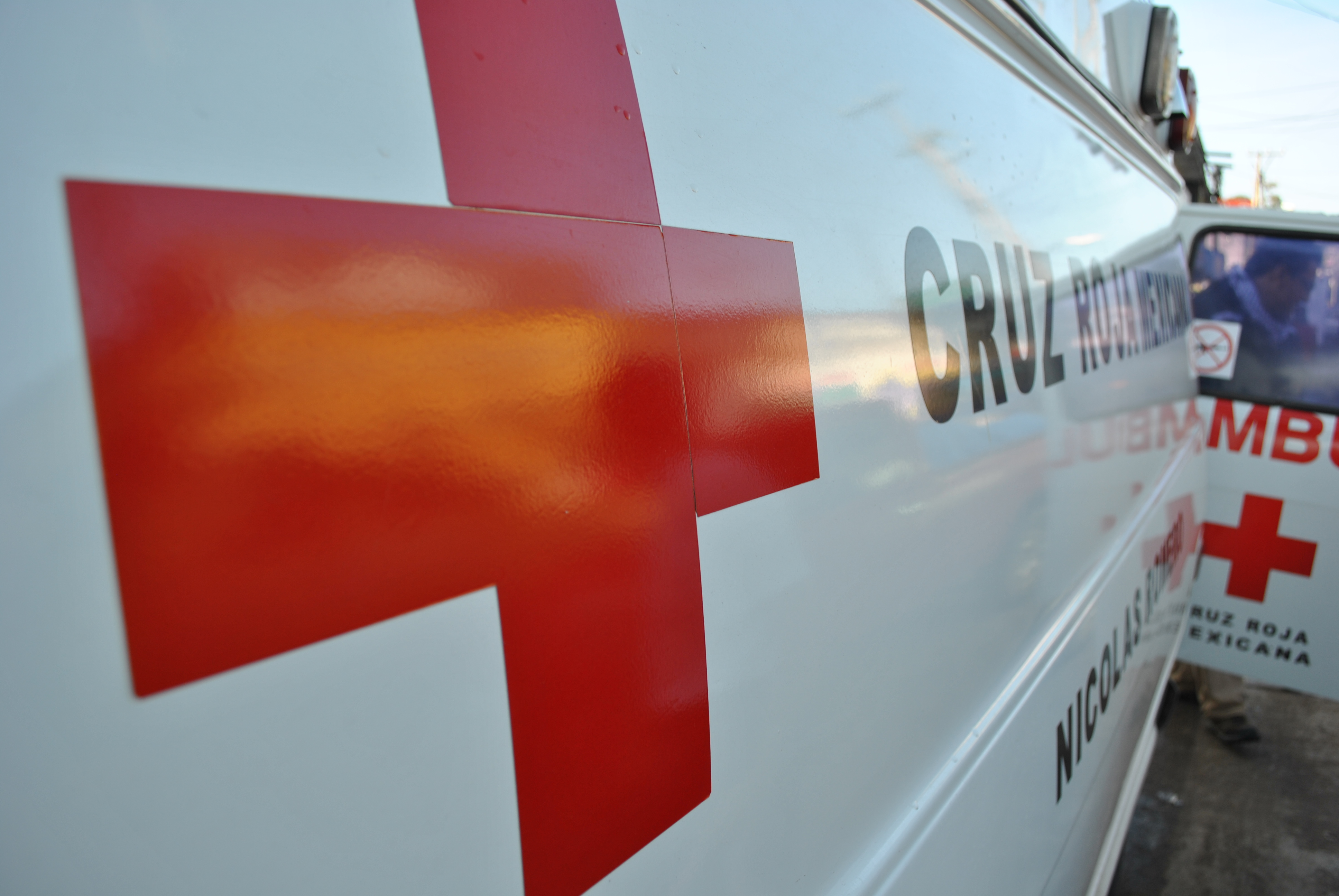
Ambulancia de la Cruz Roja Mexicana.

Cruz Roja Mexicana, I.A.P. (más conocida simplemente como Cruz Roja Mexicana) es una institución de asistencia privada que también cuenta con diversas áreas de atención voluntaria/no remunerada prestando auxilio a la población mexicana. Es parte de la Organización Internacional Cruz Roja y Media Luna Roja y de la Federación Internacional de Sociedades de la Cruz Roja y de la Media Luna Roja (FICR).
En su mayor parte, La Cruz Roja Mexicana subsiste y se mantiene gracias a las donaciones que recibe de los ciudadanos, a través de la colecta anual que realiza. Cuenta en México con 555 filiales, clasificadas en delegaciones, subdelegaciones y puestos de socorro, así como una red de más de 30 hospitales y 11 bancos de sangre repartidos por todo el Territorio Nacional.
México se adhirió a la Convención de Ginebra para el mejoramiento de la suerte de los heridos y enfermos de los ejércitos en campaña, y este fue el paso decisivo para que la Cruz Roja Internacional pudiera crear la Delegación Mexicana. Dos años más tarde, el 5 de junio de 1909, se definió la primera mesa directiva provisional de la Cruz Roja Mexicana.

## Misión
Es una institución humanitaria de asistencia privada, que forma parte del Movimiento Internacional de la Cruz Roja y la Media Luna Roja, dedicada a prevenir y aliviar el sufrimiento humano para mejorar las condiciones de vida de las personas y comunidades, fomentando una cultura de autoprotección a través de la acción voluntaria.

## Visión
Es la institución humanitaria líder nacional en la movilización y vinculación social a través de redes solidarias comunitarias, de voluntariado y donantes para dar respuesta a las necesidades de las personas, con las que se ha logrado:
- Una cultura de prevención y cuidado de la salud
- Comunidades preparadas para hacer frente y recuperarse ante emergencias y desastres
- Personal profesional con reconocimiento por las autoridades en la atención de emergencias
- Ser referentes en la atención y recuperación ante crisis y desastres

Apegados a los Principios Fundamentales y Valores del Movimiento.

## Fundación e historia

### Primera brigada: Luz González Cosío de López
Los días 27 y 28 de agosto de 1909, el norte de México se vio afectado por una serie de lluvias torrenciales, que ocasionaron graves desastres en la ciudad de Monterrey, Nuevo León, y afectaron a más del 50 por ciento de la población, motivo por el cual la ayuda partió de la Ciudad de México el 3 de septiembre; al frente de la brigada y como responsable de los socorros, se designó al doctor Fernando López y a su esposa, Luz González Cosío de López, acompañados por un grupo de amigas filántropas, partieron con rumbo a la devastada ciudad de Monterrey, a donde llevar o víveres y ayuda humanitaria. Fue así como se constituyó la primera brigada de la Cruz Roja Mexicana. A partir de entonces, la señora Luz Eréndida inició un arduo trabajo que vino a rendir frutos cuando el general Porfirio Díaz Mori expidió el decreto número 401, con fecha 21 de febrero de 1910, por el cual reconoce oficialmente la creación de la Cruz Roja Mexicana. Por lo anterior, Luz González Cosío de López es considerada la fundadora de esta organización.

#### La Asociación Mexicana de la Cruz Roja: el decreto oficial
Aunque en sus estatutos se le denominaba Asociación Mexicana de la Cruz Roja, este decreto (401) entraría en vigor con su publicación en el Diario Oficial de la Federación el 12 de marzo de 1910. Días después, el 26 de abril se nombró la primera mesa directiva oficial, a cargo del doctor José Alfonso Ruiz Cabañas, antiguamente jefe de la Escuela General de Medicina.

### Rosales 20 y la revolución Mexicana: el doctor Leandro Cuevas
En 1910, la Cruz Roja Mexicana comenzó a funcionar en el local ubicado en la calle de Rosales número 20, en la Ciudad de México. Un año más tarde, se envió una brigada de la Cruz Roja Mexicana a Cd. Juárez, Chihuahua, con la finalidad de auxiliar a los combatientes de la revolución Mexicana. Ese mismo año, inició en la Ciudad de México el Servicio de Urgencias, a iniciativa del doctor Leandro Cuevas.

### El CICR; la Decena Trágica
Sin embargo, la Cruz Roja Mexicana aún no formaba parte de las Sociedades Nacionales de la Cruz Roja y Media Luna Roja, pero en 1912 el Comité Internacional de la Cruz Roja (CICR) otorgó el reconocimiento a la Asociación Mexicana de la Cruz Roja, y un año más tarde, durante la Decena Trágica, como consecuencia del cual murieron 506 personas y resultaron heridas otras 1500, la Asociación Mexicana de la Cruz Roja cumplió nuevamente con su deber, ayudando a las víctimas.

### 1911-1921: intervención en otros incidentes
De 1911 a 1921, en muchas de las escenas de la historia mexicana, como la Revolución Mexicana, la invasión norteamericana a Veracruz, los brotes epidémicos de tifoidea y de gripe española, las inundaciones del Bajío, los terremotos de 1912 y 1919, la bandera de la Cruz Roja ondeó en las calles, campos y edificios para simbolizar la neutralidad de los heridos y de quienes los atienden. Esto fue muestra de humanidad en las horas de desgracia para la población mexicana.

### Reconocimiento oficial de la CRM; los niños de Morelia
En 1923, la Federación Internacional de Sociedades Nacionales de la Cruz Roja y de la Media Luna Roja (Liga de Sociedades) reconoce oficialmente a la Cruz Roja Mexicana. Siete años después, la Cruz Roja Mexicana extiende sus delegaciones, y en ese periodo se fundan el 44 por ciento de las filiales existentes, y su filial en Morelia asiste a los niños exiliados de la guerra civil española, en 1937.

### Primera Convención; Alejandro Quijano; el Paricutín
Tres años más tarde, en 1940, se celebra la Primera Convención Nacional de la Cruz Roja Mexicana, bajo la presidencia de Alejandro Quijano. Y otros tres años más tarde, en 1943, se asiste a las víctimas de la erupción del volcán Paricutín, en Michoacán.

### Convenio con Sedena (1950)
Después de un periodo de siete años, en 1950, la Cruz Roja y la Secretaría de la Defensa Nacional firman un convenio en el que se establecen sus relaciones en tiempo de paz.

### Hospital Central de la Cruz Roja; participación en incidentes diversos
En 1968, se inauguró el Hospital Central de la Cruz Roja, y ese mismo año se dio asistencia a las víctimas del movimiento estudiantil de 1968. Así mismo, ha participado en la atención de las víctimas en:
- la atención a refugiados guatemaltecos en México, en la década de 1980;

-los terremotos de la Ciudad de México en 1985;
- el conflicto armado en Chiapas;
- los huracanes en la costa del Océano Pacífico y del Golfo de México.
- Emergencia COVID-19: Instalación dos hospitales de campo: en el Instituto Nacional de Enfermedades Respiratorias (INER) y en el puerto de Acapulco, Guerrero así como la creación de una de las primeras clínicas de valoración de pacientes con sospecha de la enfermedad en la CDMX, localizada en el helipuerto del Hospital Central de la Cruz Roja Mexicana en la alcaldía Miguel Hidalgo en Polanco, Ciudad de México.[5]

### Centenario; pacientes con sordera
En febrero del 2010, la Cruz Roja Mexicana cumplió 100 años y comenzó el Estudio Sordo Cruz Roja Mexicana Delegación San Luis Potosí, y dos años más tarde dieron inicio los cursos para otorgar la especialidad como técnico en urgencias médicas en la Cruz Roja Mexicana y también para sordos voluntarios/as para acompañar a personas mayores, como Paola Maytres Martínez y Luis Fernando Esquerra I., comenzaron asistiendo a los pacientes sordos que están ingresados en el hospital, apoyando así en la interpretación de la lengua de señas. En la comunidad sorda, fundadora de esta organización, la lengua de señas mexicana ocupa un lugar fundamental en la cohesión del grupo, aunque ello no implica que solamente esté formada por personas sordas: en ella, también participa toda persona que sienta afinidad por este grupo y respete su visión del mundo.

## Áreas de trabajo

### Socorros
Su principal labor es la de auxiliar a la población que se encuentre en alguna situación peligrosa, pero también se ha distinguido por su labor en desastres provocados por agentes de origen natural: rescate de personas, proveer alimentos, medicamentos, ropa, víveres a los afectados, así como a los rescatistas. Presta los servicios ininterrumpidos de ambulancia.

### Juventud
Juventud es el área educativa formativa y de servicios asistenciales de la Cruz Roja Mexicana, se encarga de promover la dignidad de las personas, la protección de la salud y de la vida, la cooperación solidaria y fomentar el espíritu de paz y comprensión a través del poder de humanidad y de la fuerza de la juventud.
Su principal misión es Servir a la comunidad, proteger la salud y la vida y formar a los líderes del mañana, hombres y mujeres de bien comprometidos con la sociedad. 
Trabaja con jóvenes y niños de entre 6 y 31 años, a través de un sistema asociativo y un sistema asistencial.

### Capacitación
Es el área de enseñanza y aprendizaje para los socorristas y gente externa de la Cruz Roja, para estar preparados para cualquier adversidad y saber como actuar o ayudar.

### Voluntariado
El área de voluntariado de la Cruz Roja Mexicana se encarga y busca promover la difusión de temas en calidad de prevención y atención a situaciones que puedan vulnerar a la población beneficiada, cuenta con diversas áreas entre las que se incluyen: Damas, Juventud, Voluntariado Social, Socorros, Rescates, etc.

## Misiones de Ayuda Internacional
La Cruz Roja Mexicana durante su existencia ha desplegado misiones de ayuda tanto a nivel nacional como internacional. Durante el desastre del Huracán Katrina en Estados Unidos, el gobierno del entonces Presidente Vicente Fox mandó, por medio de la Cruz Roja Mexicana, 1 millón de Dólares; La Cruz Roja logró recolectar otro millón para juntar un total de 2 millones de Dólares por parte de México, además de que se envió ayuda en comida, plantas de tratamiento de agua y expertos en epidemiología. Esta misión de ayuda fue llevada a cabo en coordinación con el Ejército Mexicano.
En 1976, mediante la delegación de Cruz Roja Mexicana en San Cristóbal de Las Casas, Chiapas, trascienden las fronteras para ayudar a los habitantes del vecino país de Guatemala debido a un trágico terremoto que dejó cientos de muertos y cuantiosos daños materiales.

## Delegaciones de la Cruz Roja Mexicana
La Cruz Roja Mexicana en la ciudad de León, Guanajuato, nació el 13 de junio de 1913, siendo los iniciadores del proyecto don Viente González del Castillo y el señor Francisco G. Plata. Su primer hospital estuvo en la calle Julián de Obregón, luego cambió de sede varias veces. En los cuarenta se encontraba en el monasterio franciscano en plena Plaza Principal, hasta que en 1951 fue inaugurado su propio edificio en la calle 20 de enero, casi esquina con Morelos (hoy López Mateos) en el centro de la ciudad.    Guanajuato es la segunda delegación más antigua de la República Mexicana, después de Aguascalientes. En 2008 se inauguró un nuevo edificio en la colonia León I, gracias a la ayuda de muchas personas e instituciones, incluidos los tres niveles de gobierno.

## Presidentes de la Cruz Roja Mexicana
- Alejandro Quijano (varias ocasiones)
- 2010-2012 Daniel Goñi Díaz (varias ocasiones)
- 2012-2014 Fernando Suinaga Cárdenas (varias ocasiones)
- 2023-Actualmente Carlos Freaner Figueroa